# Barjac, Gard
Barjac là một xã ở tỉnh Gard ở miền nam nước Pháp. Xã này có diện tích 42,72 km², dân số năm 1999 là 1379 người. Khu vực này có độ cao trung bình 250 mét trên mực nước biển.
Thung lũng sông Cèze nằm ở phía nam, sông Ardèche cách 10 km về phía bắc.

## Dân số
| Năm | 1962 | 1968 | 1975 | 1982 | 1990 | 1999 |
| --- | ---- | ---- | ---- | ---- | ---- | ---- |
| Dân số | 1003 | 1056 | 1091 | 1241 | 1361 | 1379 |
| From the year 1962 on: No double counting—residents of multiple communes (e.g. students and military personnel) are counted only once. |      |      |      |      |      |      |